# Erich Diestelkamp

Erich Diestelkamp

Erich Diestelkamp (* 7. Juli 1900 in Gütersloh; † 17. April 1983 in Bielefeld) war ein deutscher Politiker (NSDAP).

## Leben und Wirken
Nach dem Besuch der Volksschule wurde Diestelkamp an der Präparandenanstalt Holzwickede und am Lehrerseminar in Gütersloh ausgebildet. Ab Mai 1918 nahm er als Soldat beim Infanterie-Regiment 131 am Ersten Weltkrieg teil. Nach seiner Entlassung aus der Armee im Februar 1919 setzte er seine Ausbildung fort. 1920 legte er die erste Lehrerprüfung in Gütersloh ab. Anschließend arbeitete er als Volksschullehrer in Buer. 1934 wurde er zum Schulrektor befördert.
Zum 1. November 1931 trat Diestelkamp in die NSDAP ein (Mitgliedsnummer 747.739), wurde dort 1932 Ortsgruppenleiter und 1934 Kreisleiter in Krefeld.
Von März 1936 bis zum Ende der NS-Herrschaft im Frühjahr 1945 gehörte Diestelkamp als Abgeordneter für den Wahlkreis 22 (Düsseldorf Ost) zum politisch bedeutungslosen Reichstag der Nationalsozialisten. Daneben saß er seit 1933 in den städtischen Ausschüssen in Gelsenkirchen-Buer.
Nach dem Zweiten Weltkrieg kam Diestelkamp ins Internierungslager Eselheide bei Paderborn. Er wurde zweimal verurteilt, einmal wegen Verbrechens gegen die Menschlichkeit vom Schwurgericht in Krefeld zu zwei Jahren und sechs Monaten Haft, das zweite Mal als Zugehöriger zum politischen Leitungskorps der NSDAP vom Spruchgericht Bielefeld zu einem Jahr und sieben Monaten Haft. 1955 setzte das Landgericht Krefeld die Gesamtstrafe auf zwei Jahre und sechs Monate fest.
Bis 1957 arbeitete Diestelkamp als Reisevertreter in Gütersloh, anschließend war er Versicherungsvertreter einer Bausparkasse.